# Пешха
Пешха (чечен. Пешхойн мохк, старорусск. Пшехо, Пешинский кабак, Шопоти) — историческая область Чечни. Центр — село Пешхой. Граничило на западе с Нашха, на востоке — с Мулка (Мулкой-мохк), на юге — с Терлой-мохк, на севере занимало всю Гехинскую равнину (Гих-чоь).
В русских источниках область известна как «Пешинский кабак» — территория и население общества в Горной Чечне, современное селение и тайпа пешхой. Пешинский кабак находился на пути русских посольств, проходивших в Тушетию и далее в Восточную Грузию.

## Башни
На территории Пешхи имеются следующие башенные комплексы: Цициган гала (чечен. Цициган-ГӀала), Арскхин-гала (чечен. Арскхин-гӀала), Ботин-гала (чечен. Ботин-гӀала), Гара-гала (чечен. ГӀара-гӀала), Газгирин-гала (чечен. ГӀазгирин-гӀала), Гурук-гала (чечен. ГӀурукх-гӀала), Осхар-гала (чечен. Осхар-гӀала), Гараш-гала (чечен. ГӀараш-гӀала).

## Горные вершины
Жяга гора (чечен. ЖӀаьга-лам), Ондишкара лам (чечен. Ӏондишкара лам), Семалта лам (чечен. Семалта лам), Вармие лам (чечен. Вармие лам), Паш-лам (чечен. Паш-лам), Осхура хребет, Лемие техашкара лам (чечен. Лемие тӀехьашкара лам), Ляъдин лам (чечен. ЛаьӀдин-лам), Дуозанан корта (чечен. Дуозанан корта), Мовсара корта (чечен. Мовсара корта), Барсел дук (чечен. Барсел дукъ).

## Населённые пункты
- Вармие ирзе (чечен. Вармие ирзие)[7]
- Чадана ара (чечен. ЧӀадана ара)[7]
- Гойнарие (чечен. ГӀойнарие)[9]
- Пешхой-Рошня(чечен. Поьша, Пиеша) разрушенное село между селениями Танги-Чу и Рошни-Чу
- Пешхой-отар, разрушенное село в нынешнем Урус-Мартане, во время Кавказской войны

## Галерея

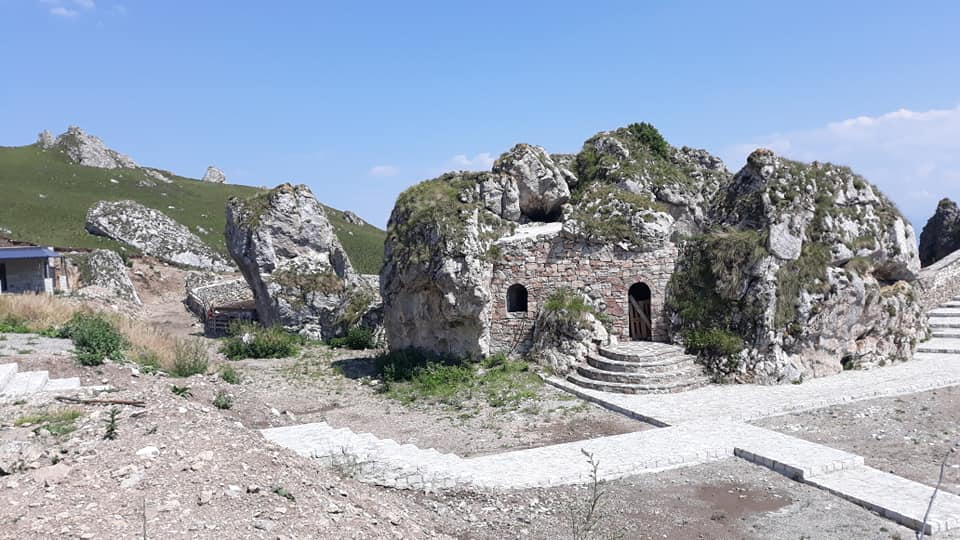
Чечня. Пешха